# Faustus Cornelius Sulla Felix
Faustus Cornelius Sulla Felix est un homme politique et sénateur romain du Ier siècle, consul de Rome en 52. Felix est très mal connu malgré son importance au sein de la famille impériale.

## Biographie

### Origines
Par son père, Felix descend du dictateur Sylla tandis que sa mère (Domitia Lepida Minor) est une petite-fille d'Octavie et de Marc Antoine. À ce titre, Felix est donc membre de la dynastie julio-claudienne. En tant que demi-frère de Valeria Messalina (née d'un premier mariage de sa mère), il est en outre le beau-frère de l'empereur Claude, en plus d'être son petit-cousin par sa mère.

### Carrière
En 47, Claude arrangea le mariage de sa fille, Claudia Antonia, avec Felix,. Le couple eut un fils, qui mourut avant son deuxième anniversaire.

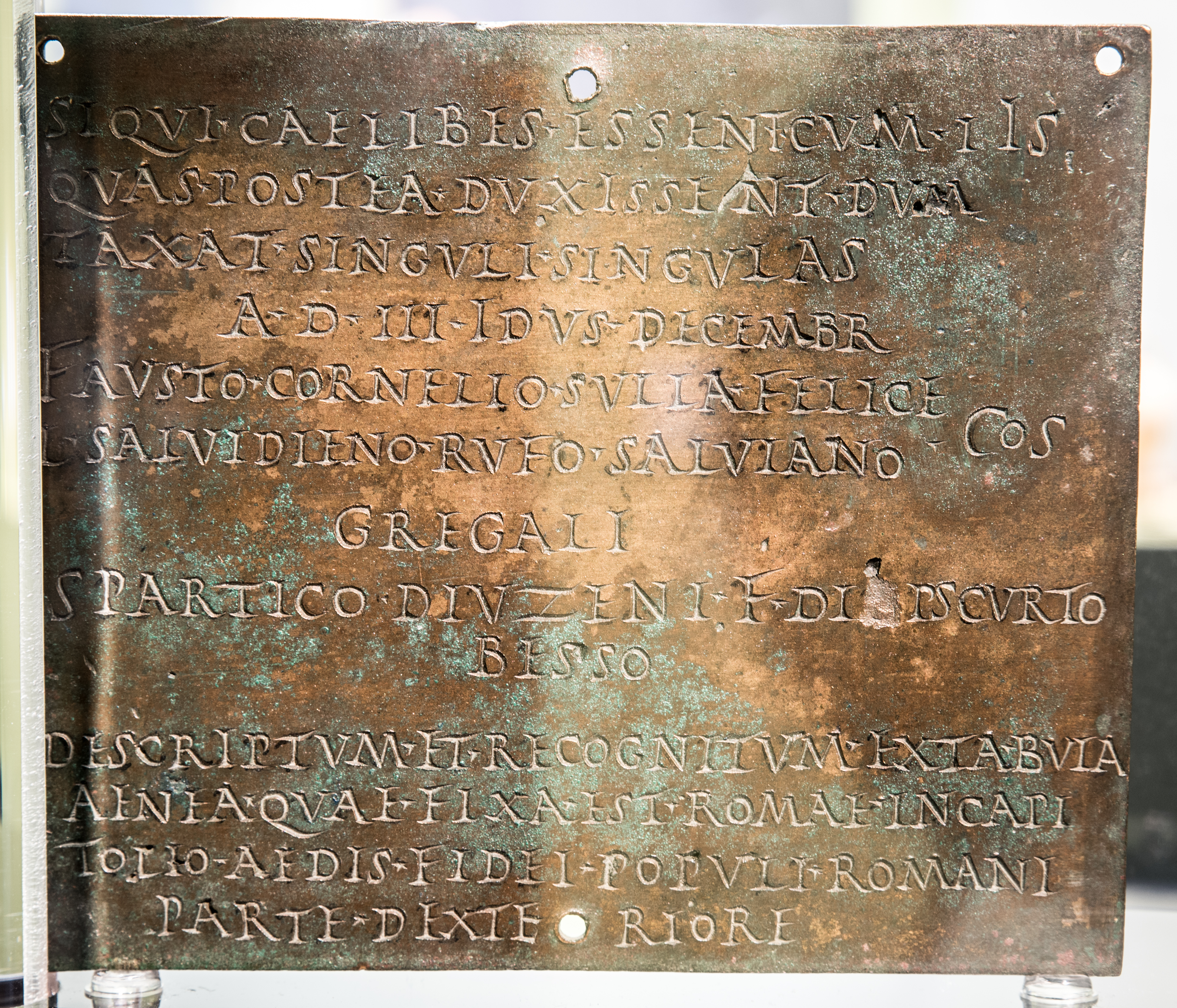
Diplôme militaire daté du consulat de Felix.

En raison de ses liens très étroits avec la famille impériale, Felix est nommé consul en 52 avec pour collègue Lucius Salvius Otho Titianus. Il est en plus membre des frères Arvales.
Cependant, les liens de Felix avec l'empereur lui attirent l'inimitié de Néron, qui voit en lui une menace pour son trône nouvellement acquis. Dès 56, il accuse Sextus Afranius Burrus d'avoir conspiré avec l'affranchi Pallas afin de faire de Felix le nouvel empereur. Sans fondement, cette accusation n'eut aucune suite. Deux ans plus tard, un affranchi impérial accuse Felix, peut-être à l'instigation de Néron, de comploter pour tuer ce dernier. L'empereur l'accuse également de dissimuler ses ambitions sous son « caractère apathique ». Cette fois, l'accusation entraîne l'exil de Felix à Marseille.
Malgré son exil, Felix est toujours perçu comme une menace par Néron. En prétextant qu'il préparait une rébellion depuis Marseille en s’appuyant sur les armées de Germanie et d'Asie avec Rubellius Plautus, l'empereur charge alors son préfet du prétoire, Tigellin, d'assassiner Felix, en même tepps que Plautus. Les assassins impériaux le tuent cinq jours plus tard et rapportent sa tête au palais impérial, à Rome, pour que Néron puisse s'en moquer en raison de sa calvitie et de la grisaille de ses cheveux. L'historien Tacite décrit le caractère de Felix comme « timide et méprisable » et affirme également qu'il était incapable de comploter contre Néron. Sa femme Claudia sera elle aussi exécutée sur ordre Néron en 66 après avoir refusé de l'épouser. 